# 斯諾克里克鎮區 (北卡羅萊納州斯托克斯縣)
斯諾克里克鎮區（英語：Snow Creek Township）是位於美國北卡羅萊納州斯托克斯縣的一個鎮區。

## 地方資料
斯諾克里克鎮區的面積為144.78平方千米，皆為陸地。根據2020年美國人口普查的數據，當地共有人口2510人，而人口密度為每平方千米17.34人。